# Orquestra dos Concertos de Berlim
A Orquestra dos Concertos de Berlim é uma orquestra sinfônica baseada em berlim, Alemanha. A orquestra reside no Konzerthaus Berlin. A orquestra foi fundada em 1952 como Orquestra Sinfônica de Berlim (em alemão Berliner Sinfonie-Orchester), tornando-se a rival da Filarmônica de Berlim. A orquestra adquiriu o nome atual em 2006. Desde 2006, Lothar Zagrosek é o maestro chefe da orquestra.

## Principais Maestros
- 1952–1959: Hermann Hildebrandt
- 1960–1977: Kurt Sanderling
- 1977–1983: Günther Herbig
- 1984–1991: Claus Peter Flor
- 1992–1998: Michael Schonwandt
- 2001–2006: Eliahu Inbal
- 2006–Pres.: Lothar Zagrosek